# Алексєєв Юрій Васильович
Юрій Васильович Алексє́єв (29 квітня 1936, Бельково — 5 листопада 2004, Дніпропетровськ) — український диригент. Заслужений діяч мистецтв УРСР з 1984 року. Брат диригента Олександра Алексєєва.

## Біографія
Народився 29 квітня 1936 року в селі Бельковому (нині Хвойнинський район Новгородської області Російської Федерації). Протягом 1953—1957 років навчався на диригентсько-хоровому відділенні Музичного училища при Ленінградській консерваторії; у 1958—1963 роках — у класі Т. Безбородової на кафедрі хорового диригування та факультативно — у класі оперно-симфонічного диригування професора Марка Павермана Уральської державної консерваторії у Свердловську.
Після здобуття фахової освіти працював у музичних театрах Свердловська. У 1968—1989 роках — головний диригент Криворізького російського театру драми і музкомедії; у 1989—1991 роках — головний диригент Кримського академічного російського драматичного театру імені Максима Горького в Сімферополі й у Сумському обласному театрі драми та музичної комедії імені Михайла Щепкіна. У 1991—2002 роках — диригент Дніпропетровського українського музично-драматичного театру. Також у 1997—2004 роках працював у Дніпропетровському обласному українському молодіжному театрі. Помер у Дніпропетровську 5 листопада 2004 року.

## Творчість
Здійснив постановку та музичне оформлення вистав
- «Вільний вітер», «Біла акація» Ісака Дунаєвського (1969);
- «Четверо з вулиці Жанни», «На світанку» Оскара Сандлера (1969);
- «Сільва» (1970), «Королева чардашу» (1974), «Принцеса цирку» (1986) Імре Кальмана;
- «Холопка» Миколи Стрельникова (1975);
- «Моя чарівна леді» Фредеріка Лоу (1978);
- «Летюча миша» Йоганна Штрауса (1980);
- «Весела вдова» Франца Легара (1981);
- «Весілля в Малинівці» Бориса Александрова (1983).
- «Засватана — не вінчана» за Іваном Карпенко-Карим (1992);
- «Маруся Чурай» за Ліною Костенко (1992);
- «Бой-жінка» за українськими водевілями (1993).

Автор музики до драматичних вистав
- «Чума на ваші дві господи» Григорія Горіна (1997);
- «Квітень у новорічну ніч» Г. Кунцева (1998);
- «Доля пророка — генія доля» за творами Олександра Пушкіна (1999);
- «Цирк Шардам» Данила Хармса (1999);
- «Собор» Олеся Гончара (2001).